# Lê Hồng Chương
Lê Hồng Chương (sinh năm 1957) là đạo diễn phim tài liệu Việt Nam, ông từng giành 3 giải đạo diễn xuất sắc tại các giải thưởng điện ảnh trong nước. Ông cũng là thành viên lãnh đạo của Cục điện ảnh và Hội Điện ảnh Việt Nam. Ông được phong Nghệ sĩ nhân dân năm 2015 và Giải thưởng Nhà nước năm 2022.

## Cuộc đời
Lê Hồng Chương sinh năm 1957, trong gia đình có ông nội làm quan trong triều đình nhà Nguyễn, bố là đạo diễn Lê Huân - nguyên Giám đốc Hãng phim Tài liệu và Khoa học Trung ương.
Lê Hồng Chương theo học chuyên ngành quay phim tại Đại học Điện ảnh toàn Liên bang Xô viết (VGIK), khi tốt nghiệp về nước ông thành danh với vai trò đạo diễn phim tài liệu.
Từ năm 2005 đến 2010, ông giữ chức vụ Giám đốc Hãng phim Tài liệu và Khoa học Trung ương.
Thời gian này, ông phát hiện những kiến thức làm nghề mà ông cần bổ sung có trong các cuốn sách nguyên bản tiếng Pháp tại Thư viện Quốc gia. Vì vậy ông học tiếng Pháp để có thể tự đọc những cuốn sách này, khi đã biết thêm ngôn ngữ mới, Lê Hồng Chương tạm gác lại chuyến đi Nga để làm luận án tiến sĩ. Ông nhận chức Giám đốc Trung tâm Văn hóa Việt Nam tại Pháp từ năm 2010.
Sau 5 năm làm việc tại Pháp, khi trở về Việt Nam, ông được phân công làm Phó Cục trưởng Cục Điện ảnh. Ông từng là thành viên Ban giám khảo hạng mục Phim tài liệu - khoa học tại giải Cánh diều 2014. Sau này ông còn là trưởng Ban giám khảo phim tài liệu - khoa hoc giải Cánh diều 2015. Chủ tịch Ban giám khảo phim Tài liệu và Khoa học Liên hoan phim Việt Nam lần thứ 21 và lần thứ 22.
Ông thôi chức Phó Cục trưởng Cục Điện ảnh năm và nghỉ hưu năm 2019, hiện tại ông là Phó Chủ tịch Hội điện ảnh Việt Nam, tái đắc cử năm 2021.

## Tác phẩm
| Năm  | Tên phim                                                                   | Ghi chú                           | Nguồn |
| ---- | -------------------------------------------------------------------------- | --------------------------------- | ----- |
| 1995 | Chìm nổi sông Hương                                                        | Giám đốc sản xuất                 |       |
| 1995 | Cuộc hội ngộ sau 30 năm                                                    | Đồng Giám đốc sản xuất            |       |
| 2000 | Về với buôn làng                                                           |                                   |       |
| 2001 | Bài học vào chợ Mỹ                                                         |                                   |       |
| 2002 | Thang đá ngược ngàn                                                        |                                   |       |
| 2004 | Muốn được sống                                                             |                                   |       |
| 2005 | Còn lại với thời gian                                                      |                                   |       |
| 2009 | Concert                                                                    |                                   |       |
| 2009 | Ký ức Trường Sơn                                                           |                                   |       |
| 2024 | Tổng Bí thư Nguyễn Phú Trọng – Nhà lãnh đạo kiên trung, trí tuệ và mẫu mực | Đồng đạo diễn với Đặng Thái Huyền |       |

## Giải thưởng

### Khen thưởng
- Huân chương Lao động hạng Ba.[1]
- Bằng khen của Thủ tướng Chính Phủ với thành tích góp phần xây dựng Chủ nghĩa Xã hội và Bảo vệ Tổ quốc (2016).[8]
- Giải thưởng Nhà nước về Văn học Nghệ thuật (2022) với các phim tài liệu: Thang đá ngược ngàn, Muốn được sống, Còn lại với thời gian.[9]

### Giải thưởng
| Giải thưởng cá nhân    | Giải thưởng cá nhân                               | Giải thưởng cá nhân         | Giải thưởng cá nhân   | Giải thưởng cá nhân | Giải thưởng cá nhân |
| Năm                    | Sự kiện                                           | Hạng mục                    | Tác phẩm              | Kết quả             | Nguồn               |
| ---------------------- | ------------------------------------------------- | --------------------------- | --------------------- | ------------------- | ------------------- |
| 2004                   | Liên hoan phim Việt Nam lần thứ 14                | Đạo diễn xuất sắc           | Thang đá ngược ngàn   | Đoạt giải           | [ 10 ]              |
| 2006                   | Giải Cánh diều 2005                               | Đạo diễn xuất sắc           | Còn lại với thời gian | Đoạt giải           | [ 1 ]               |
| 2009                   | Liên hoan phim Việt Nam lần thứ 16                | Đạo diễn xuất sắc           | Ký ức Trường Sơn      | Đoạt giải           | [ 1 ]               |
| Giải dành cho tác phẩm |                                                   |                             |                       |                     |                     |
| 2002                   | Giải thưởng Hội Điện ảnh Việt Nam 2001            | Phim tài liệu video         | Về với buôn rừng      | Giải A              | [ 11 ]              |
| 2003                   | Giải Cánh diều 2002                               | Phim tài liệu nhựa          | Thang đá ngược ngàn   | Cánh diều vàng      |                     |
| 2004                   | Liên hoan phim Việt Nam lần thứ 14                | Phim tài liệu khoa học      | Thang đá ngược ngàn   | Bông sen vàng       | [ 10 ]              |
| 2005                   | Giải Cánh diều 2004                               | Phim tài liệu video         | Muốn được sống        | Cánh diều vàng      | [ 12 ]              |
| 2006                   | Giải Cánh diều 2005                               | Phim tài liệu nhựa          | Còn lại với thời gian | Cánh diều vàng      | [ 13 ]              |
| 2006                   | Liên hoan phim châu Á -Thái Bình Dương lần thứ 51 | Phim tài liệu xuất sắc nhất | Còn lại với thời gian | Đoạt giải           | [ 14 ]              |